# Nullvektor
Der Nullvektor ist in der Mathematik ein spezieller Vektor eines Vektorraums, und zwar das eindeutig bestimmte neutrale Element bezüglich der Vektoraddition. Beispiele für Nullvektoren sind die Zahl Null, die Nullmatrix und die Nullfunktion. In einem Skalarproduktraum ist der Nullvektor orthogonal zu allen Vektoren des Raums. In einem normierten Raum ist er der einzige Vektor mit Norm Null. Jeder Untervektorraum eines Vektorraums enthält zumindest den Nullvektor, wobei der kleinste Untervektorraum der Nullvektorraum ist. Der Nullvektor wird zur Definition einiger zentraler Begriffe der linearen Algebra wie lineare Unabhängigkeit, Basis und Kern verwendet. Er spielt eine wichtige Rolle bei der Lösungsstruktur linearer Gleichungen.

## Definition
Der Nullvektor (englisch zero vector) eines Vektorraums {\displaystyle V} ist der eindeutig bestimmte Vektor {\displaystyle 0_{V}\in V}, für den
{\displaystyle v+0_{V}=0_{V}+v=v}
für alle Vektoren {\displaystyle v\in V} gilt. Er ist damit das neutrale Element bezüglich der Vektoraddition.

## Notation
Der Nullvektor wird meist mittels der Ziffer Null durch {\displaystyle {\vec {0}}}, {\displaystyle \mathbf {0} } oder einfach nur {\displaystyle 0} bezeichnet. Der Nullvektor ist jedoch im Allgemeinen von dem Nullelement des Skalarkörpers {\displaystyle K} des Vektorraums verschieden, das ebenfalls durch {\displaystyle 0} dargestellt wird. Wenn Verwechslungsgefahr besteht, wird daher der Nullvektor mit {\displaystyle 0_{V}} und die skalare Null mit {\displaystyle 0_{K}} bezeichnet. Gelegentlich wird der Nullvektor auch durch {\displaystyle {\vec {o}}}, {\displaystyle \mathbf {o} } oder {\displaystyle {\mathfrak {o}}} als kleines o notiert.
Als einziger Vektor der euklidischen Ebene kann der Nullvektor nicht durch einen Pfeil grafisch dargestellt werden, da ihm keine Richtung zugeordnet werden kann.

## Beispiele
- Im Vektorraum {\displaystyle \mathbb {R} } der reellen Zahlen ist der Nullvektor die Zahl {\displaystyle 0} und damit gleich der Null des Skalarkörpers.

- Im Vektorraum {\displaystyle \mathbb {C} } der komplexen Zahlen ist der Nullvektor die Zahl {\displaystyle 0+0i} und entspricht damit ebenfalls der skalaren Null.

- Im Koordinatenraum {\displaystyle K^{n}} ist der Nullvektor das n-Tupel {\displaystyle (0_{K},\ldots ,0_{K})} bestehend aus den Nullelementen des Körpers {\displaystyle K}.

- Im Matrizenraum {\displaystyle K^{m\times n}} ist der Nullvektor die Nullmatrix, deren Elemente alle gleich {\displaystyle 0_{K}} sind.

- Im Folgenraum {\displaystyle {\mathbb {K} }^{\mathbb {N} }} ist der Nullvektor die Folge {\displaystyle (0_{\mathbb {K} },0_{\mathbb {K} },\ldots )} und nicht zu verwechseln mit dem Begriff der Nullfolge.

- In einem linearen Funktionenraum, das heißt einem Vektorraum, der aus Funktionen von einer Menge {\displaystyle A} in einen Vektorraum {\displaystyle W} besteht, ist der Nullvektor die Nullfunktion {\displaystyle f\equiv 0_{W}}, wobei {\displaystyle 0_{W}} der Nullvektor des Zielraums ist.

## Eigenschaften

### Eindeutigkeit
Der Nullvektor eines Vektorraums ist eindeutig. Gäbe es nämlich zwei verschiedene Nullvektoren {\displaystyle 0} und {\displaystyle {\bar {0}}}, dann gilt sofort
{\displaystyle 0=0+{\bar {0}}={\bar {0}}}
und somit Gleichheit der beiden Vektoren.

### Skalarmultiplikation
Für alle Skalare {\displaystyle \alpha \in K} aus dem Skalarkörper gilt
{\displaystyle \alpha \cdot 0_{V}=0_{V}}
und analog dazu für alle Vektoren {\displaystyle v\in V} des Vektorraums
{\displaystyle 0_{K}\cdot v=0_{V}},
was direkt aus den beiden Distributivgesetzen in Vektorräumen durch Wahl von {\displaystyle \alpha =\beta =0_{K}} bzw. {\displaystyle u=v=0_{V}} folgt. Zusammen gilt damit
{\displaystyle \alpha \cdot v=0_{V}\Leftrightarrow \alpha =0_{K}} oder {\displaystyle v=0_{V}},
denn aus {\displaystyle \alpha \cdot v=0_{V}} folgt entweder {\displaystyle \alpha =0_{K}} oder {\displaystyle \alpha \neq 0_{K}} und dann {\displaystyle v=\alpha ^{-1}\cdot 0_{V}=0_{V}}.

### Spezielle Räume
- In einem normierten Vektorraum gilt für die Norm des Nullvektors

{\displaystyle \|0_{V}\|=0_{\mathbb {R} }}
und der Nullvektor ist der einzige Vektor mit dieser Eigenschaft, was aus der Definitheit und der absoluten Homogenität der Norm folgt.
- In einem Skalarproduktraum (einem euklidischen- bzw. unitären Vektorraum), also einem Vektorraum mit einem Skalarprodukt, ist der Nullvektor orthogonal zu allen Vektoren des Raums, das heißt für alle Vektoren {\displaystyle v\in V} gilt

{\displaystyle \langle 0_{V},v\rangle =\langle v,0_{V}\rangle =0_{K}},
was aus der Linearität bzw. Semilinearität des Skalarprodukts folgt. Insbesondere ist der Nullvektor damit auch zu sich selbst orthogonal. Wegen der Definitheit des Skalarprodukts ist der Nullvektor ist der einzige Vektor mit dieser Eigenschaft.
- In einem halbnormierten Raum kann es mehr als einen Vektor geben, dessen Norm null ist und ein solcher Vektor wird dann (neben {\displaystyle 0_{V}}) manchmal deutsch in einem weiteren Sinn ebenfalls Nullvektor (englisch null vector) genannt. In diesen Fällen entspricht dieser allgemeinere Begriff eines Nullvektors jedoch nicht der obigen Standard-Definition.[1]

- Vektorraum mit Pseudo-Skalarprodukt (pseudo-euklidische oder pseudo-unitäre Vektorräume) stellen einen weiteren Spezialfall dar. Diese Vektorräume besitzen eine nicht (notwendig) positiv definite symmetrische Bilinearform (in der theoretischen Physik auch eine Metrik genannt) bzw. im komplexen Fall eine hermitesche Sesquilinearform. Hier werden in ähnlicher Weise über {\displaystyle 0_{V}} hinaus alle Vektoren {\displaystyle v} mit

{\displaystyle v\cdot v=0}
deutsch entgegen der Standard-Definition als Nullvektor (en. null vector) bezeichnet. Die Menge aller dieser Vektoren wird Nullkegel (en. null cone) genannt. Physikalisch bedeutsam ist das Beispiel des vierdimensionalen Minkowski-Vektorraums, bei dem diese Vektoren genau die lichtartigen Vektoren bezeichnen,  und der Nullkegel die Hyperfläche des Lichtkegel darstellt.
Bei einem reellen Vektorraum mit einer quadratisch nicht notwendig positiv definiten quadratischen Form {\displaystyle \Psi } nennt man Vektoren {\displaystyle v} mit {\displaystyle \Psi (v)=0} in einer eindeutigeren Sprechweise isotrop. Die Menge dieser Vektoren heißt Isotroper Kegel (en. isotropic cone) oder auch Nullkegel. Bei einem Vektorraum mit Pseudoskalarprodukt ist vermöge {\displaystyle \Psi (v):=v\cdot v} diese Sprechweise auf diesen Fall übertragbar bzw. mit diesem in Übereinstimmung.

### Kreuzprodukt
Im dreidimensionalen euklidischen Raum {\displaystyle V=\mathbb {R} ^{3}} ergibt das Kreuzprodukt eines beliebigen Vektors mit dem Nullvektor {\displaystyle 0\in \mathbb {R} ^{3}} wieder den Nullvektor, also
{\displaystyle v\times 0=0\times v=0}.
Gleiches gilt für das Kreuzprodukt eines Vektors mit sich selbst,
{\displaystyle v\times v=0}.
Weiterhin gilt die Jacobi-Identität, das heißt die zyklische Summe wiederholter Kreuzprodukte ergibt ebenfalls den Nullvektor:
{\displaystyle u\times (v\times w)+v\times (w\times u)+w\times (u\times v)=0}.

## Verwendung

### Linearkombinationen
Zu einer gegebenen Familie von Vektoren {\displaystyle (v_{i})_{i\in I}} mit einer Indexmenge {\displaystyle I} lässt sich der Nullvektor stets als Linearkombination
{\displaystyle 0_{V}=\sum _{i\in I}\alpha _{i}\cdot v_{i}}
ausdrücken. Dabei sind die Vektoren genau dann linear unabhängig, wenn in dieser Linearkombination alle Koeffizienten {\displaystyle \alpha _{i}=0_{K}} sein müssen. Der Nullvektor kann daher niemals Teil einer Basis eines Vektorraums sein, denn er ist bereits für sich genommen linear abhängig. Jeder Untervektorraum eines Vektorraums enthält zumindest den Nullvektor. Die Menge {\displaystyle \{0_{V}\}}, die nur aus dem Nullvektor besteht, bildet dabei den kleinstmöglichen Untervektorraum eines Vektorraums, den Nullvektorraum; seine Basis ist die leere Menge {\displaystyle \emptyset }, denn die leere Summe von Vektoren ergibt definitionsgemäß den Nullvektor, also
{\displaystyle \sum _{i\in \emptyset }v_{i}=0_{V}}.

### Lineare Abbildungen
Eine lineare Abbildung {\displaystyle T\colon V\to W} zwischen zwei Vektorräumen {\displaystyle V} und {\displaystyle W} über dem gleichen Skalarkörper {\displaystyle K} bildet stets den Nullvektor auf den Nullvektor ab, denn es gilt
{\displaystyle T(0_{V})=T(0_{K}\cdot 0_{V})=0_{K}\cdot T(0_{V})=0_{W}}.
Auf den Nullvektor des Zielraums {\displaystyle W} können jedoch auch weitere Vektoren aus {\displaystyle V} abgebildet werden. Diese Menge heißt der Kern der linearen Abbildung und sie bildet einen Untervektorraum von {\displaystyle V}. Eine lineare Abbildung ist genau dann injektiv, wenn der Kern nur aus dem Nullvektor besteht.

### Lineare Gleichungen
Eine homogene lineare Gleichung
{\displaystyle T(v)=0_{W}}
besitzt demnach zumindest den Nullvektor {\displaystyle v=0_{V}} als Lösung. Sie ist genau dann eindeutig lösbar, wenn der Kern des linearen Operators {\displaystyle T} nur aus dem Nullvektor besteht. Umgekehrt wird eine inhomogene lineare Gleichung
{\displaystyle T(v)=w}
mit {\displaystyle w\neq 0_{W}} nie durch den Nullvektor gelöst. Eine inhomogene lineare Gleichung ist genau dann eindeutig lösbar, wenn die zugehörige homogene Gleichung nur den Nullvektor als Lösung besitzt, was eine Folge der Superpositionseigenschaft ist.